# Tống Vũ Kỳ
Tống Vũ Kỳ (Phồn thể: 宋雨琦, Giản thể: 宋雨琦, Bính âm: Sòng Yŭqí, Hangul: 송우기, Romaja: Song Woo-gi, sinh ngày 23 tháng 9 năm 1999), còn được biết đến với nghệ danh Yuqi, là một nữ ca sĩ, nhạc sĩ, rapper và diễn viên người Trung Quốc. Hiện cô đang hoạt động tại Hàn Quốc với tư cách là thành viên của nhóm nhạc nữ đa quốc tịch (G)I-dle do Cube Entertainment thành lập và quản lý. Cô là một trong các thành viên cố định của chương trình truyền hình thực tế Trung Quốc Keep Running từ năm 2019 và là người dẫn chương trình chính trên chương trình thực tế Learn Way của KakaoTV.

## Tiểu sử
Yuqi sinh ngày 23 tháng 9 năm 1999 tại Bắc Kinh, Trung Quốc. Cô thông thạo 3 ngôn ngữ: tiếng Trung Quốc, tiếng Hàn và tiếng Anh.
Yuqi thích nghe nhạc từ khi còn nhỏ. Khi mẹ cô mang thai cô, mẹ của Yuqi thường xuyên sử dụng máy nghe nhạc mp3 và để cô nghe tất cả các loại nhạc. Có lẽ đó là lý do tại sao cô ấy trở nên quan tâm đến âm nhạc. Khi cô hát, cô bắt đầu nghĩ rằng nếu cô tập luyện nhiều hơn, cô sẽ có thể hát tốt hơn nữa. Vì vậy, cô ấy đã cho một ý tưởng táo bạo, cô ấy sẽ hát hàng ngày để mọi người nghe nó. Đối với khiêu vũ, cô đã học múa Trung Quốc từ khi còn bé và đặc biệt hơn, cô cũng học được điệu múa Daizu. Cô cũng được học về Đàn tranh, một loại nhạc cụ truyền thống của người phương Đông, có xuất xứ từ Trung Quốc.
Khi cô còn học trung học, K-pop trở thành một hiện tượng ở Trung Quốc. Sau đó, cô bắt đầu được tiếp xúc với điệu nhảy K-pop. Từ thời điểm đó, cô quan tâm nhiều hơn đến các điệu nhảy và bài hát K-pop. Vì vậy, cô đã tìm kiếm một số video trên mạng internet để tìm học theo. Thường thì khi cô ở nhà, cô sẽ tưởng tượng mình đang đứng trên một sân khấu thật sự, cầm cây bút để luyện hát và nhảy rồi thưởng thức buổi hòa nhạc do chính cô tổ chức. Trong số rất nhiều loại vũ đạo, thì cô thích nhất là concept Girl Crush. Cô thực sự thích HyunA từ thời điểm đó. Vì vậy, cô tham gia '2015 Cube Audition' tổ chức tại Bắc Kinh và sau đó Cube liên lạc với cô ấy để đánh giá lần thứ hai. Trên thực tế, quá trình đi một mình tới Hàn Quốc không hề dễ dàng cho cô ấy vì cha mẹ cô đã phản đối chuyện đó. Mọi ngày cô ấy khóc và cố gắng thuyết phục họ thay đổi suy nghĩ của mình. Và cuối cùng đồng ý cho cô làm bất cứ thứ gì cô ấy muốn, họ cho phép cô trở thành một thực tập sinh. Ngày 27 tháng 8 năm 2016, Yuqi chính thức đến Hàn Quốc trở thành thực tập sinh Cube. Cho đến bây giờ, cô vẫn rất biết ơn cha mẹ mình nhưng đồng thời cô cũng cảm thấy có lỗi với họ. Sau đó, cô đã vượt qua bài kiểm tra cuối cùng ở Hàn Quốc. Cuộc sống thực tập sinh chính thức của cô bắt đầu từ đó.

## Sự nghiệp

### Trước khi ra mắt
Yuqi từng theo học tại Trường Trung học cơ sở Bắc Kinh 101 và từng là chủ tịch Câu lạc bộ khiêu vũ đường phố của trường trung học.
Cô gia nhập Cube sau khi vượt qua cuộc thử giọng 'Cube Star Audition tháng 10 năm 2014' được tổ chức ở Bắc Kinh,Trung Quốc. Nữ idol được giới thiệu trong CUBE TREE vào ngày 23 tháng 8 năm 2017.
Xuất hiện trong Video quảng cáo CUBE x SOOMPI của Rising Legends.
Cô cũng góp mặt trong một đoạn video ngắn của Dingo Music. Trong một lần khác nữ idol cũng xuất hiện trên Dingo Music khi biểu diễn điệu múa Dai.
Yuqi xuất hiện trong video quảng cáo của Rising Star Cosmetic vào tháng 6 năm 2017 (cùng với Minnie  và Shuhua ). Khi được hỏi về thời gian khó khăn của họ với tư cách là một thực tập sinh, cô đã chia sẻ: “Em không có bạn bè lúc đầu nên nó thực sự rất khó khăn”. Khi được hỏi mong muốn bản thân trong tương lai như thế nào, nữ idol đã trả lời rằng: “Em là người Trung Quốc, đến Hàn Quốc một mình và tập luyện chăm chỉ … Em muốn được giỏi như tiền bối Tống Thiến” (RISING STAR COSMETICS MODEL).
Vào ngày 5 tháng 4, Cube tiết lộ tên của nhóm nhạc nữ sắp tới của họ là (G)I-DLE. Ảnh của Yuqi được phát hành vào ngày 8 tháng 4.

### 2018-nay: Thành viên của(G)I-DLE

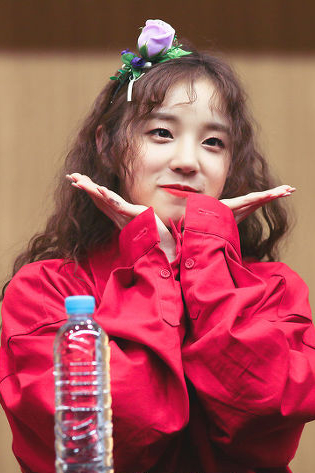
Tống Vũ Kỳ năm 2018

Ngày 2 tháng 5 năm 2018, Yuqi trở thành thành viên của (G)I-DLE, nhóm ra mắt với mini-album đầu tay mang tên I Am, với ca khúc chủ đề "Latata". Cô đảm nhận vai trò hát dẫn, nhảy phụ và là gương mặt đại diện của nhóm. Cô được biết đến với giọng hát trầm độc đáo hiếm có trong các thần tượng nữ.

### Hoạt động cá nhân
Yuqi đã thực hiện một video biểu diễn Đàn tranh trên kênh Youtube Dingo Music vào ngày 18 tháng 5 năm 2018.
Năm 2018, cô tham gia Knowing Brothers cùng với Park Joon Hyung (god), Bambam (Got7), Lucas (NCT)
Năm 2019, nữ idol trở thành thành viên cố định trong mùa thứ bảy của chương trình truyền hình Trung Quốc Keep Running, cùng với Angelababy, Lý Thần, Trịnh Khải, Vương Ngạn Lâm, Chu Á Văn và Hoàng Húc Hi (WayV).
Tháng 4 năm 2019, Yuqi tham gia một chương trình tạp kỹ mới The Gashinas. Tập đầu tiên sẽ phát sóng vào ngày 19 tháng 5.
Tháng 6 năm 2019, nữ idol đã được xác nhận tham gia chương trình Law of the Jungle ở Myanmar.
Vào tháng 9, cô đã hát bài hát cuối cùng của show thực tế du lịch Please Pay Attention Visitors, "Happy Seasoning".
22 tháng 11 năm 2019, cô nàng xuất hiện với vai trò khách mời trong tập 3 chương trình Chase me (追我吧) của Trung Quốc.
Vào ngày 23 tháng 4 năm 2020, Yuqi được xác nhận sẽ tiếp tục là thành viên cố định cho mùa thứ tám của Chương trình truyền hình thực tế Trung Quốc Keep Running, cùng với Angelababy, Lý Thần, Trịnh Khải, Hoàng Húc Hi và ba diễn viên mới.
Vào tháng 5 năm 2020, cô ra mắt với tư cách là một nhạc sĩ kiêm nhà soạn nhạc với "i'M THE TREND" cùng với Minnie và FCM Houdini. "i'M THE TREND" là một bài hát dành riêng cho Neverland, và được công bố trong buổi hòa nhạc trực tuyến đầu tiên của (G)I-DLE I-Land: Who Am I, vào ngày 5 tháng 7 năm 2020. Vào ngày 29 tháng 5, Yuqi được chọn là khách mời đầu tiên cùng với Exy và Yeoreum của WJSN trong The First Date trên kênh 1theK Originals. Chương trình nhằm mục đích xây dựng tình bạn mới bằng cách chia sẻ các trò chơi, nhiệm vụ và câu đố khác nhau của các thành viên nhóm nhạc nữ, những người đã gặp nhau thường xuyên trên các chương trình phát sóng âm nhạc khác nhau, nhưng không có cơ hội gần gũi với nhau.
Trong quá trình sáng tác single album đầu tiên của (G)I-dle, Yuqi đã viết lời tiếng Trung cho "DUMDi DUMDi".
Vào ngày 17 tháng 9, KakaoTV đã ra mắt chương trình giải trí Learn Way, một chương trình ghi lại quá trình tái sinh thành một 'all-rounder' bằng cách gặp gỡ các cố vấn chuyên môn trong nhiều lĩnh vực với nữ idol là người dẫn chương trình. Chương trình được phát sóng vào ngày 20 tháng 9.
Vào tháng 10, Yuqi được chọn tham gia I'm a Survivor của tvN, với sự góp mặt của Park Eun-ha trong vai người hướng dẫn và 6 nghệ sĩ giải trí sẽ trải qua một dự án đào tạo sinh tồn.
Vào ngày 9 tháng 11, đã có thông báo rằng cô nàng sẽ tham gia G-Star 2020 với Krafton, một chương trình thực tế thể thao điện tử nơi những người nổi tiếng và streamer vào một trường học đặc biệt chuyên về battlegrounds và nói chuyện liên quan đến PlayerUnknown's Battlegrounds Series 3.
Vào ngày 22 tháng 11, cô đã xuất hiện trên Play Seoul, một chương trình do Seoul Tourism Foundation và KBS sản xuất, nơi các ngôi sao K có ảnh hưởng có thể chia sẻ với người hâm mộ toàn cầu về trải nghiệm của họ ở Seoul trong thời gian thực. Chương trình nhằm mục đích thúc đẩy du lịch an toàn sau COVID-19 ở Seoul. Yuqi cùng với Minnie đã giới thiệu những con đường thời thượng ở Seoul bằng cách ghé thăm Euljiro và Itaewon cho các quán cà phê và nhà hàng của họ.
Vào ngày 30 tháng 11, nữ idol xuất hiện tại Seoul Connects U, một chương trình du lịch tạp kỹ do MBC và Seoul Tourism Foundation cùng lên kế hoạch và sản xuất. Chương trình sẽ giới thiệu chuyến du hành vượt thời gian trong cùng một không gian và vào những thời điểm khác nhau cho người hâm mộ toàn cầu bằng cách liên kết quá khứ và hiện tại của Seoul thông qua các bức ảnh của các ngôi sao và người hâm mộ trong thời gian thực.
Vào ngày 6 tháng 5 năm 2021, Cube Entertainment thông báo rằng Yuqi sẽ ra mắt với tư cách là một nghệ sĩ solo với single album "A Page" vào ngày 13 tháng 5, bao gồm 2 ca khúc chủ đề "Giant" và "Bonnie & Clyde" có phần lời hoàn toàn bằng tiếng Anh.

## Tham gia diễn xuất
| Năm  | Tên phim  | Vai trò                 | Chú thich |
| ---- | --------- | ----------------------- | --------- |
| 2023 | Celebrity | Khách mời (Cameo tập 9) |           |

## Danh sách đĩa nhạc

### Album đĩa đơn
| Tên    | Thông tin album |
| ------ | --- |
| A Page | - Phát hành: 13 tháng 5 năm 2021 - Nhãn đĩa: Cube Entertainment, Republic Records, Kakao M - Định dạng: Digital download, streaming |

### Nhạc phim
| Tên | Năm  | Album                                     |
| --- | ---- | ----------------------------------------- |
| "造亿万吨光芒"'造億萬噸光芒' (với Angelababy, Lý Thần, Trịnh Khải,Sa Dật , Vương Ngạn Lâm, Chu Á Văn,Thái Từ Khôn và Hoàng Húc Hi) | 2019 | Keep Running theme song                   |
| "Happy seasoning" (开心调味计)(開心調味汁)                                                                                         | 2019 | Please Pay Attention Visitors ending song |

### Tham gia sản xuất
| Năm  | Nghệ sĩ  | Album       | Ca khúc                  | Vai trò                            |
| ---- | -------- | ----------- | ------------------------ | ---------------------------------- |
| 2020 | (G)I-DLE | DUMDi DUMDi | "i'M THE TREND"          | Viết lời, đồng sáng tác, soạn nhạc |
| 2020 | (G)I-DLE | DUMDi DUMDi | "DUMDi DUMDi" (CHN. Ver) | Viết lời                           |
| 2021 | (G)I-DLE | I Burn      | "Lost"                   | Viết lời, đồng sáng tác, soạn nhạc |
| 2021 | (G)I-DLE | I Burn      | "Hwaa" (CHN. Ver)        | Viết lời                           |

## Danh sách video

### Quảng cáo
| Năm  | Tiêu đề              | Thành viên                           | Ghi chú         |
| ---- | -------------------- | ------------------------------------ | --------------- |
| 2017 | Rising Star Cosmetic | Chính cô (cùng với Minnie và Shuhua) | Video quảng cáo |

### Góp mặt trong cácvideo âm nhạc
| ăm   | MV             | Nghệ sĩ  | Vai trò                 |
| ---- | -------------- | -------- | ----------------------- |
| 2018 | "Latata"       | (G)I-DLE | Thành viên của (G)I-DLE |
| 2018 | "Hann (Alone)" | (G)I-DLE | Thành viên của (G)I-DLE |
| 2019 | "Senorita"     | (G)I-DLE | Thành viên của (G)I-DLE |
| 2019 | "Uh-Oh"        | (G)I-DLE | Thành viên của (G)I-DLE |
| 2019 | "LION"         | (G)I-DLE | Thành viên của (G)I-DLE |
| 2020 | "Oh My God"    | (G)I-DLE | Thành viên của (G)I-DLE |
| 2020 | "DUMDi DUMDi"  | (G)I-DLE | Thành viên của (G)I-DLE |
| 2021 | "Hwaa"         | (G)I-DLE | Thành viên của (G)I-DLE |
| 2022 | "Tomboy"       | (G)I-DLE | Thành viên của (G)I-DLE |
| 2022 | "Nxde"         | (G)I-DLE | Thành viên của (G)I-DLE |
| 2023 | "Allergy"      | (G)I-DLE | Thành viên của (G)I-DLE |
| 2023 | "Queencard"    | (G)I-DLE | Thành viên của (G)I-DLE |

## Các hoạt động khác
Chương trình tạp kỹ
| Năm  | Tên                                     | Tập                | Kênh              | Vai trò |
| ---- | --------------------------------------- | ------------------ | ----------------- | --- |
| 2018 | After School Club                       | 317                | Ariang            | Thành viên của (G)I-DLE |
| 2018 | Idol room                               | 5                  | JTBC              | Thành viên của (G)I-DLE |
| 2018 | Idol room                               | 33                 | JTBC              | Thành viên của (G)I-DLE |
| 2018 | Simply K-Pop                            | 314                | Ariang            | Thành viên của (G)I-DLE |
| 2018 | Super TV2                               | 6                  | XtvN              | Thành viên của (G)I-DLE |
| 2018 | Knowing Bros                            | 141                | JTBC              | Khách mời với Joon Park (G.o.d), BamBam (Got7), Lucas (NCT) |
| 2019 | Idol room                               | 41                 | JTBC              | Thành viên của (G)I-DLE |
| 2019 | Idol room                               | 46                 | JTBC              | Khách mời với Kim samuel, Renjun và Chenle (NCT), Yanan và Yuto (Pentagon), Kenta (JBJ95), Minnie, Shuhua ((G)I-dle), Soso (GWSN), Kokoro và Linlin (Cherry Bullet)                                                  |
| 2019 | Idol League                             |                    | STATV             | Thành viên của (G)I-DLE |
| 2019 | Keep Running                            | 1-12               | ZJSTV             | Thành viên cố định |
| 2019 | The Gashinas                            | 1-4                | MBC               | Thành viên |
| 2019 | Weekly Idol                             | 413                | MBC               | Thành viên của (G)I-DLE |
| 2019 | My Little Television 2                  | 16-17              | MBC               | Khách mời |
| 2019 | Law of the Jungle in Myanmar            | 378-382            | SBS               | Thành viên |
| 2019 | Immortal Song 2                         | 424                | KBS               | Thành viên của (G)I-DLE |
| 2019 | School Attack                           | 9                  | SBS               | Thành viên của (G)I-DLE |
| 2019 | Korean Foreigner                        | 62                 | MBC               | Khách mời |
| 2020 | Knowing Bros                            | 213                | JTBC              | Khách mời với Soojin, Shuhua |
| 2020 | Knowing Bros                            | 214                | JTBC              | Khách mời với Soojin, Shuhua |
| 2020 | Idol Cafe                               |                    | Seezn Original    | Thành viên của (G)I-DLE |
| 2020 | Weekly Idol                             | 458                | MBC               | Thành viên của (G)I-DLE |
| 2020 | Keep Running                            | 0 (Tập giới thiệu) | ZRTG              | Thành viên cố định |
| 2020 | The First Date                          | 1-4                | 1theK Originals   | Khách mời với EXY (WJSN) |
| 2020 | Running Man                             | 513                | SBS               | Khách mời với Jang Won-young (IZ*ONE), Kim Do-yeon (Weki Meki), Kim Dong-jun (ZE:A), Lee Mi-joo (Lovelyz), Soyou (Sistar)                                                                                            |
| 2020 | After School Club                       | 433                | Ariang            | Thành viên của (G)I-DLE |
| 2020 | Learn Way                               | 1-30               | 1TheK             | Dẫn chương trình duy nhất |
| 2020 | I'm a Survivor                          |                    | tvN               | Thành viên |
| 2020 | Knowing Bros                            | 253                | MBC               | Khách mời cùng với Miyeon, Choi Yoo-jung và Kim Do-yeon (Weki Meki), JooE và Nancy (Momoland), Da-young vào Soobin (WJSN Chocome), Chae-kyung và Na-eun (April), Umji và Eunha (GFriend), Mi-joo và Ji-soo (Lovelyz) |
| 2020 | King of Mask Singer                     | 279                | MBC               | Thí sinh dưới danh xưng "Pizza Dứa" |
| 2020 | Idol Workshop                           | 1-5                | U+ Idol Live      | Thành viên của (G)I-DLE |
| 2020 | Idol Picknic                            | 14-15              | U+ Idol Live      | Thành viên của (G)I-DLE |
| 2020 | Life Co LTD                             | 1                  | Lifetime          | Thành viên của (G)I-DLE |
| 2020 | G-Star 2020 - Krafton                   |                    | KakaoTV           | Thành viên |
| 2020 | My Dream Is Ryan                        | 14–16              | KakaoTV           | Học trò đặc biệt |
| 2020 | Play Seoul - Hip Street Tour            | 1                  | KBS               | Hướng dẫn viên du lịch với Minnie |
| 2020 | Seoul Connects U -Bukchon Hanok Village | 3                  | MBC               | Hướng dẫn viên du lịch với Miyeon |
| 2021 | Weekly idol                             | 494                | MBC               | Thành viên của (G)I-DLE |
| 2021 | Learn way                               | 1-30               | 1TheK             | Dẫn chương trình duy nhất |
| 2021 | Idol Live School                        | 1                  | U+ Idol Live      | Khách mời với Soojin |
| 2021 | Idol League 3                           |                    | STATV             | Thành viên của (G)I-DLE |
| 2021 | Naver Now - Gossip Idle                 | 1-3                | Naver             | Thành viên của (G)I-DLE |
| 2021 | K-pop Evolution                         | 1                  | Youtube Originals | Thành viên của (G)I-DLE |
| 2021 | Keep Running                            | 5-13               | ZJSTV             | Thành viên cố định |
| 2021 | Happy camp                              | 10/7 25/9          | HunanTV           | Khách mời |
| 2021 | Chị gái mời dùng bữa                    | 2                  | ZJSTV             | Quản lí / Thành viên cố định |
| 2021 | Đêm hội Thất Tịch                       | 14/8               | CCTV3             | Khách mời |
| 2021 | Thiên Thiên Hướng Thượng                | 15/8               | Mango TV          | Khách mời |
| 2021 | Stage Boom                              |                    | iQIYI             | Thí sinh |
| 2021 | Game Of Shark                           | 18/8               | iQIYI             | Khách mời |
| 2021 | Đêm hội 818                             | 18/8               | STV               | Khách mời |
| 2021 | Let's fall in love 3                    |                    | YOUKU             | Quan sát viên |
| 2021 | Keep Running - Hoàng Hà 2               | 1, 2, 5            | ZJSTV             | Thành viên cố định |
| 2021 | 2060                                    |                    | JSTV              | Thành viên cố định |

### Phim
| Năm  | Tên       | Nền tảng | Vai trò             |
| ---- | --------- | -------- | ------------------- |
| 2023 | Celebrity | Netflix  | Khách mời (tập 8-9) |